# Waverly (Alabama)
 Waverly, Alabama és una població dels Estats Units a l'estat d'Alabama. Segons el cens del 2004 tenia 180 habitants.

## Demografia
Segons el cens del 2000, Waverly tenia 184 habitants, 76 habitatges, i 50 famílies La densitat de població era de 26 habitants/km².
Dels 76 habitatges en un 28,9% hi vivien nens de menys de 18 anys, en un 52,6% hi vivien parelles casades, en un 11,8% dones solteres, i en un 32,9% no eren unitats familiars. En el 32,9% dels habitatges hi vivien persones soles el 14,5% de les quals corresponia a persones de 65 anys o més que vivien soles. El nombre mitjà de persones vivint en cada habitatge era de 2,42 i el nombre mitjà de persones que vivien en cada família era de 3,12.
Per edats la població es repartia de la següent manera: un 24,5% tenia menys de 18 anys, un 7,6% entre 18 i 24, un 31,5% entre 25 i 44, un 20,1% de 45 a 60 i un 16,3% 65 anys o més.
L'edat mediana era de 38 anys. Per cada 100 dones hi havia 102,2 homes. Per cada 100 dones de 18 o més anys hi havia 95,8 homes.
La renda mediana per habitatge era de 32.917 $ i la renda mediana per família de 38.750 $. Els homes tenien una renda mediana de 26.625 $ mentre que les dones 16.071 $. La renda per capita de la població era de 18.406 $. Aproximadament el 3,7% de les famílies i el 7,6% de la població estaven per davall del llindar de pobresa.

## Poblacions més properes
El següent diagrama mostra les poblacions més properes.